# Kazuyoshi Ishii
Kazuyoshi Ishii (japonès: 石井和義; Uwajima, 10 de juny de 1953) és un mestre de karate japonès i el fundador de la promoció de kickboxing K-1. Ishii va començar el seu entrenament i es va instruir a Karate Kyokushin però l'any 1980 va formar la seva pròpia organització i el seu propi estil de karate, el Seidokaikan, començant a organitzar competicions de karate televisades i més tard, el 1993, començaria a organitzar els primers esdeveniments de K-1.

## Biografia

### Primers anys
Ishii va néixer el 10 de juny de 1953, a Uwajima, Prefectura d'Ehime, Japó provinent d'una família amb dos germans. En els seus primers anys Ishii s'interessava en el sumo i el beisbol, també es va interessar en la gimnàstica artística. Quan Ishii ja estava a l'escola secundària un llibre escrit per Masatoshi Nakayama va despertar el seu interès pel Shotokan, però finalment va ser una pel·lícula de Sonny Chiba la que el va inspirar per començar a instruir-se en Karate Kyokushin.

### Karate
Ishii va començar a entrenar el karate Kyokushin amb el mestre Hideyuki Ashihara, un instructor de gran prestigi a l'Organització Internacional de Karate (IKO). Quan tan sols tenia 16 anys ja s'havia establert com a instructor al dojo sota la supervisió del seu mestre i sis anys després, el 1975, va obrir el seu propi dojo a Osaka sent aquesta una decisió molt encertada. Quan Ashihara va deixar la IKO uns anys més tard Ishii va continuar a l'organització, però va abandonar al cap d'uns mesos. Va ser llavors quan va fundar la seva pròpia organització de Karate, el Seidokaikan, el 1980 va establir el dojo de l'organització a la Regió de Kinki. Durant els propers dos anys es va dedicar a la promoció de tornejos de Full Contact i va aconseguir que aquests fossin televisats. El 1983, Ishii es va convertir en el primer director de l'All Japan Budo Promotion Association mentre que la reputació del Seidokaikan anava creixent gràcies a les victòries en els tornejos de diversos alumnes d'Ishii com Masaaki Satake, Toshiyuki Yanagisawa i Toshiyuki Atokawa.

### K-1
Després de gairebé una dècada d'evolució, Ishii va organitzar la primera edició del K-1 World Grand Prix al Gimnàs Nacional Yoyogi, Tòquio, l'abril de 1993. Durant els propers deu anys el K-1 arribava a albergar 24 esdeveniments a l'any en diversos llocs com el Japó, Europa i els Estats Units. Al gener de 2003, la revista Black belt va atorgar a Ishii el seu premi d'Home de l'Any 2002.

## Curiositats
El 1994 Ishii va ajudar en la producció de la pel·lícula d'anime Street Fighter II: The Animated Movie al costat del kickboxer que es proclamaria campió del K-1 World Grand Prix del 1996, Andy Hug, aportant els seus coneixements per a la creació d'escenes de lluita que van utilitzar tècniques de combat realistes.